# Jakub Psarski
Jakub Psarski – polski dyplomata z XVIII wieku.

## Życiorys
Wobec trudności swej misji dyplomatycznej w Rosji (1764-1765), Franciszek Rzewuski poprosił już w marcu 1765 roku o urlop. Jako jego zastępca dotarł Jakub Psarski, który po wyjeździe Rzewuskiego z Petersburga (14 V 1765) został polskim Chargé d’affaires w Rosji. W grudniu 1765 roku Psarski został akredytowany jako polski rezydent. Swą rada służył mu Kasper von Saldern, o którego zdanie nakazywała pytać Psarskiemu – nowicjuszowi dyplomatycznemu Warszawa. Życzliwą pomoc (dostarczanie informacji) ofiarował Psarskiemu wielbiciel Stanisława Augusta, poseł angielski George Macartney, 1. hrabia Macartney, z którym Psarski nawiązał znajomość i przyjaźń. W 1766 stwierdzono, że wobec ograniczonych możliwości Psarskiego jako posiadającego niską rangę dyplomatyczną wznowiono misję Rzewuskiego, ten jednak na początku 1767 roku znów opuścił Petersburg.
20 marca 1767 rada senatu znów mianowała rezydentem Psarskiego, który do Moskwy, gdzie wówczas przebywał rosyjski dwór dotarł 9 maja. To, że dość dobrze przyjął go Nikita Panin, a Katarzyna Wielka zgodziła się na akredytacje dowodziły, że Rosja nadal popiera Stanisława Augusta. W randze rezydenta Psarski przebywał w Rosji do 1772 roku. Psarski nadal trzymający się Salderna i Panina, podkreślał w Polsce konieczność dogadania się z Rosjanami, co Czartoryscy lekceważyli.